# Parque del Humedal de iSimangaliso
El Parque del Humedal de iSimangaliso (antes del 1 de noviembre de 2007 Santa Lucía) se sitúa en la costa este de la provincia de KwaZulu-Natal, en Sudáfrica, unos 275 km al norte de Durban (27°50′20″S 32°33′0″E / -27.83889, 32.55000). Es la tercera área protegida de Sudáfrica en extensión; ocupa 280 km de costa, desde la frontera con Mozambique en el norte hasta Mapelane al sur del estuario del Santa Lucía, con una anchura en la zona terrestre de entre 1 y 24 kilómetros; la zona marina ocupa una anchura de 5 kilómetros a lo largo de 155 kilómetros de costa.
El parque cubre una superficie de unos 3.280 km² de ecosistemas naturales, administrados por Ezemvelo KZN Wildlife. El parque está formado por 13 unidades de conservación:
- Parque de False Bay
- Parque Nacional de la Bahía de Sodwana
- Reserva de Caza de Santa Lucía
- Parque de Santa Lucía
- Selva Estatal de Cape Vidal
- Selva Estatal de la Costa Oriental
- Reserva Natural de Mapelane
- Selva Estatal de Nyalazi
- Selva Estatal de Sodwana
- Reserva Marina de Santa Lucía
- Reserva Marina de Maputaland
- Reserva de Agua Dulce del lago Sibayi
- Reserva de Selva Costera

Contiene cuatro humedales de importancia internacional protegidos por el Convenio de Ramsar.

## Ecosistemas
Como muchas regiones de estuario, el Parque del Humedal de iSimangaliso tiene una vida salvaje muy diversa, que refleja la concentración de múltiples ecosistemas creados por las variaciones de salinidad a lo largo de las estaciones y de los años, y entre distintos lugares del parque. Es el mayor estuario de África y alberga, entre otras atracciones, el mayor bosque sobre dunas del mundo, con dunas que alcanzan los 180 metros de altura. Los pantanos que rodean al lago están alimentados por el agua que se filtra de las dunas; son importantes refugios para los seres de agua dulce cuando la salinidad del lago es elevada.
El parque está formado por cinco ecosistemas, que funcionan independientemente, aunque están integrados entre sí:
- El sistema marino, caracterizado por las aguas cálidas del océano Índico, que contienen los arrecifes de coral más meridionales de África, así como cañones submarinos y largas playas arenosas. Los sedimentos aportados por la corriente de Agulhas se depositan en los cañones submarinos, por lo que el agua que baña los arrecifes es de una transparencia excepcional.
- Las costas orientales, un sistema de dunas costeras formado por altas dunas alineadas, selvas subtropicales, llanuras herbáceas y humedales.
- El sistema lacustre, formado por los dos lagos salados de Santa Lucía y Kosi, unidos al estuario, y cuatro grandes lagos de agua dulce: Sibayi, Ngobezeleni, Bhangazi del norte y Bhangazi del sur.
- Los pantanos de Mkuze y Mfolozi, con selvas pantanosas y extensas zonas de marisma cubiertas de cañaverales y papiros.
- Las costas occidentales,  con antiguas terrazas lineales y sabanas arboladas.

## Flora y fauna
Aunque menos conocido que otros parques sudafricanos, como el parque nacional Kruger y el delta del Okavango, iSimangaliso alberga más especies, debido a su situación privilegiada en una zona de transición entre ecosistemas tropicales y subtropicales:
- 97 especies de mamíferos terrestres, incluyendo la mayor población de hipopótamos de todos los parques del África Austral; el elefante fue reintroducido en 2001;
- 32 de mamíferos marinos; la yubarta (Megaptera novaeangliae) migra a lo largo de estas costas;
- más de 500 especies de aves, entre las que destacan el pelícano rosado (Pelecanus rufescens), el pelícano vulgar (Pelecanus onocrotalus), el flamenco común (Phoenicopterus roseus), el flamenco enano (Phoenicopterus minor) y el pigargo malgache (Haliaeetus vociferoides);
- 109 especies de reptiles y 50 de anfibios; las tortugas laúd y carey utilizan las playas del parque como su principal zona de nidificación del África Austral;
- 991 especies de peces de arrecife, así como el celacanto en los cañones submarinos cerca de la bahía de Sodwana;
- 53 especies de coral y 812 de moluscos;
- 734 géneros vegetales, con 44 especies endémicas.

Es el único parque de África donde pueden encontrarse a la vez hipopótamos, cocodrilos y tiburones.
En total, el parque alberga 147 especies de vertebrados amenazados.

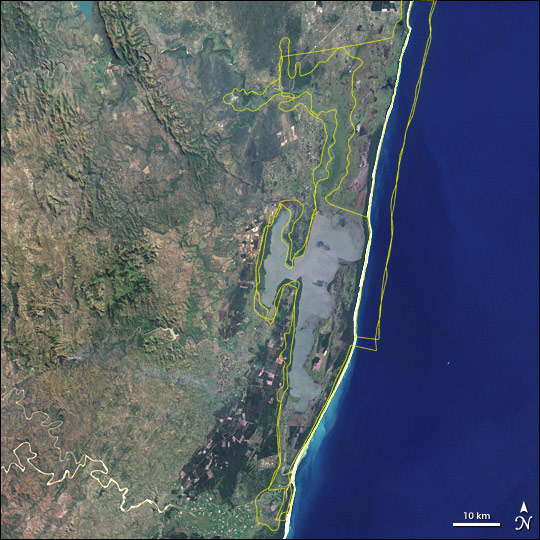
Imagen de satélite del parque, con los límites de varias áreas de conservación en amarillo.

## Historia
En 1895 se creó la Reserva de Caza de Santa Lucía.
En 1971, el lago de Santa Lucía y las playas tortugueras y los arrecifes de coral de Maputaland se incluyeron en la Convención Relativa a los Humedales de Importancia Internacional especialmente como Hábitat de Aves Acuáticas (RAMSAR).
En diciembre de 1999 fue declarado Patrimonio de la Humanidad por la Unesco.
El parque del humedal de Santa Lucía fue oficialmente rebautizado como Parque del Humedal de iSimangaliso en mayo de 2007 y se hizo oficial el 1 de noviembre de 2007.